# Callender Lake
Callender Lake est une census-designated place située dans le comté de Van Zandt, dans l’État du Texas, aux États-Unis. C’était une nouvelle census-designated place lors du recensement de 2010, date à laquelle sa population s’élevait à 1 039 habitants.

## Source
- (en) Cet article est partiellement ou en totalité issu de l’article de Wikipédia en anglais intitulé « Callender Lake, Texas » (voir la liste des auteurs).

1. ↑  [PDF] https://www.census.gov/prod/cen2010/cph-2-45.pdf